# جوئل لوگان
جوئل لوگان (انگلیسی: Joel Logan؛ زادهٔ ۲۵ ژانویهٔ ۱۹۹۵) بازیکن فوتبال اهل بریتانیا است.
از باشگاه‌هایی که در آن بازی کرده‌است می‌توان به باشگاه فوتبال ورکسام، باشگاه فوتبال استالی‌بریج سلتیک، باشگاه فوتبال روچدیل، و باشگاه فوتبال ساوتپورت اشاره کرد.